# إيليا قهويجان
إيليا قهويجان (1910-1999) هو مصور فوتوغرافي أرمني المولد، قدم الى القدس من تركيا ضمن الأطفال المهجرين على اثر مذبحة الأرمن عام 1915. قام بفتح استوديو "إيليا فوتو" وتشارك صوره في معارض داخل القدس وخارجها.

## حياته
ولد إيليا في مدينة أورفا التركية، وحين كان في الخامسة من عمره، شهد الإبادة الأرمنية على أيدي الأتراك العثمانيين عام 1915، ففقد عائلته كلها، والداه وأشقاؤه الخمسة وشقيقاته الثلاث وأعمامه وعمّاته، ولم يجد شقيقته الوحيدة التي بقيت على قيد الحياة إلا بعد 18 سنة. وبعد ذلك قدم إلى القدس طفلاً وشهد احتلال فلسطين وتهجير أهلها. وبذلك تطورت المأساة في مخيلته لتصبح مركّبة من قضيتين، ووجد بسهولة قواسم كثيرة مشتركة بين الشعبين الأرمني والفلسطيني، خاصة في تعرضهم لمحاولات اقتلاعهم من جذورهم التاريخية والثقافية والإنسانية.
كان إيليا أحد الأيتام الذين جمعتهم «المؤسسة الأميركية للإغاثة في الشرق الأدنى» وأخذتهم إلى لبنان، ومن ثم إلى مدينة الناصرة الفلسطينية. ورغب إيليا منذ طفولته بأن يصبح مصوراً فوتوغرافياً، وتعلم على أيدي الأستاذين كريكوريان وتومايان. وعندما قدم إلى القدس انبهر بالمواقع التاريخية والمناظر الطبيعية، وقرر تكريس نفسه للفوتوغرافيا، فبدأ العمل جدياً عام 1924، وراح يوثّق معالم فلسطين وحياتها الإجتماعية.
في عام 1930، افتتح استوديو "إيليا فوتو" الذي ما زال إلى هذا اليوم يُعد وجهةً رئيسةً لمن يريد الحصول على صورٍ فوتوغرافية مميزة، سواءً من الفلسطينيين، أو من الأجانب المقيمين في القدس. حيث أنه تمكن من حفظ المسودات والأرشيف في مكان آمن قبل أن تحرق العصابات الصهيونية الاستوديو في عام النكبة 1948. ثم قام بإعادة إفتتاحه عام 1949، وما زال العمل مستمرًا في استوديو إيليا ويديره أبناؤه وأحفاده، وافتتح أحدهم صفحة على موقع فيسبوك يوثق فيها إنتاج جده، ومرفق كل صورة بزمنها وملابساتها وظروف التقاطها.

## طبيعة صوره
تعرض صور إيليا تجربة توثيقية مهمة للوجود الفلسطيني والحق في الأرض، وترصد حياة الناس البسطاء والمتعلمين والفلاحين والتجار، بالإضافة إلى المعالم التاريخية الدينية والمدنية، لتؤكد حقهم في أرضهم التاريخية. وعلى رغم بساطة عيش أصحاب الأرض آنذاك، إلا أن الصور وثّقت أحاسيس وذكريات وحكايات لا تزال حاضرةً في وجدان الشعب الفلسطيني وقضيته وهويته الوطنية. فالإنسان هو محور الصورة، فيما تشكّل العمارة خلفية لحياة المجتمع.
ألهمت إحدى صور إيليا الرسامَ الاسرائيلي إيلياهو بوكوبزه لرسم لوحة لعائلة مزارع فلسطيني في بستان للبرتقال، وتم تعليقها في الكنيست الإسرائيلي. وكان عدد من أعضاء الكنيست من اليمين المتطرف قد طالبوا رئيس الكنيست بإزالة اللوحة لأنها تجسد النكبة الفلسطينية.